# Francisco Logroño
Francisco (de) Logroño (Toledo, ¿? - Santiago de Compostela, ¿1571?) fue un compositor y maestro de capilla español.

## Vida
La vida de Francisco Logroño es desconocida hasta su llegada a Santiago de Compostela. Tan solo se sabe que era oriundo de Toledo y que anteriormente ya era maestro de capilla, pero no se sabe donde.
Tras la partida de Alonso Ordóñez a la Catedral de Palencia, Logroño fue nombrado para el magisterio de Santiago de Compostela el 17 de julio de 1536. Se le puede considerar el primer «maestro de capilla completamente tal y según el concepto que quedaría definitivo». La afirmación viene demostrada primero por el salario anual de 60 000 maravedís, considerablemente mayor que se dio a los predecesores y segundo por las condiciones con las que se le contrató, que fueron fijadas en las actas. Entre ellas se encontraba: Entre ellas se encontraba el cuidado y educación de los mozos del coro, a los que debía enseñarles música, incluyendo el contrapunto y el canto de órgano, y ensayar y dirigir la capilla de música. Además,

Debía venir a coro todo los domingos a la misa mayor, y en las festas de seis capas a las primeras y segundas vísperas y a misa, para cantarlas en canto de órgano ‹con los otros músicos que en la capilla hubiese, como se ha acostumbrado›.
Lo mismo los sábados y vísperas de Nuestra Señora, a la Salve que se decía ante la imagen de Nuestra Señora la Preñada, ‹y cantarla con la capilla, como se acostumbra hacer›.
Deben venir a los maitines de la noche de Navidad ‹y los cantes y regocijen con los otros músicos de la capilla cuanto mejor puedan, conforme a la festividad que es, como siempre en esta santa iglesia se hizo y se acostumbró hacer›.
Debía venir a todas las procesiones que se celebrasen en la catedral en que se dijese la letanía, y en las procesiones solemnes mitradas debía venir y ‹hacer decir los motetes, como se ha acostumbrado, con los otros músicos de la dicha capilla›.
Lo mismo respecto a la asistencia a las vigilias y entierros de los canónigos, y ‹cantar la vigilia, misa y responso en canto e órgano›.
José López Calo, La música en la Catedral de Santiago. La Edad Media y el Renacimiento (1982)

Se sabe que también estuvo activo en la composición de música. En enero de 1540 el cabildo le concedió doce ducados «por razón de lo que ha trabajado en las dos fiestas de Navidad pasadas, de treinta y ocho e treinta e nueve.» Durante estas fiestas se tocaban chanzonetas «con su música bien concertada» y, con la reticencia del cabildo, hubo representaciones, que el cabildo llama «farsas» y «juegos».
A principios de 1554 debió hace un amago de irse, posiblemente por considerar que su salario, aunque alto en comparación con otros maestros, no fuera suficiente. El cabildo decidió tratar de conservar a su maestro de capilla y el 17 de febrero de ese año decidieron «por cuanto esta santa iglesia tiene necesidad de Francisco de Logroño, maestro de capilla de ella, para el servicio de la dicha santa iglesia, e él de congrua sustentación e salario para mantenerse». Para que «no hiciese mudanza de su persona para otra parte, y la dicha santa iglesia quedase sin maestro» se decidió aumentarle el salario por 200 ducados con la condición de que no pudiese pedir más «y que tenga siempre cuidado de hacer las fiestas de Navidad y otros regocijos que fuere menester para el servicio de la dicha santa iglesia y ornato della».
Para asegurar definitivamente la estancia de su maestro, el cabildo pidió permiso al papa Pío IV para suprimir un canonicato y dárselo al maestro de capilla. El papa accedió, por lo que se traspasó el canonicato de Diego Alonso el 14 de abril de 1563. Logroño fue el primer maestro en disfrutar de tal distinción y salario. El cargo era de por vida y sin voto, teniendo en cuenta que el maestro ya llevaba 28 años de maestro de capilla «y tenían noticia de su mucha habilidad, suficiencia y honesta vida.» Además se le suprimió el cuidado de los infantes y se suspendieron los edictos.
Debió fallecer a principios de 1571, ya que el 30 de abril se prorrogaron los edictos para la búsqueda de un nuevo maestro de capilla. Se desconoce tanto la fecha exacta de fallecimiento del maestro, como la de los primeros edictos de convocatoria para la plaza del maestro. La cuestión es que en abril de 1571 la canonjía se encontraba vacante por el fallecimiento de Logroño. Las actas comentan que Logroño «murió pobre y en servicio desta santa iglesia». López Calo supone que la pobreza es debida a que debía hacer algún tiempo que se encontraba enfermo y no pudo cobrar ciertas distribuciones que correspondían a 1570.

## Obra
El bachiller Villalón menciona a Franciso de Logroño en su Ingeniosa comparación entre lo antiguo y lo moderno (1539) como uno de los mejores compositores de su época.

Gaspar.—Por cierto vos tenéys mucha razón, porque yo he visto todas essas cosas, y parésceme que si agora fueran todos aquellos muy sabios antiguos, se admiraran en las ver, porque ellos nunca hizieron obra en este género de arte con que se pudiessen comparar.

Hierónimo.—Voluamos á la villa que se pone el sol, y hablemos de los músicos, que avn en nuestra edad no faltan varones de quien con gran ventaja podamos dezir. Muy poco há que murió aquel famoso varón don Francisco de Peñalosa, Maestro de capilla del cathólico Rey don Fernando, el qual en la Música, en arte y boz escedió á Apolo su inuentor. [...] Biue en Roma vn español que se llama Morales, maestro de las obras del Papa, vnico en la composición y boz. [...] En Santiago, Francisco Logroño.
Cristóbal de Villalón (1539), Ingeniosa comparación entre lo antiguo y lo moderno

Debió ser un compositor muy fecundo, ya que tenía obligación que componer para Navidad y otras festividades, principalmente chanzonetas y villancicos, además de las composiciones litúrgicas en latín. Así hay constancia de que el 18 de abril de 1566 «el señor canónigo y maestro, Francisco de Logroño, presentó y ofreció a sus mercedes lo recibieron, nuevo, que él compuso y ordenó, y le mandaron pagar treinta ducados, por la costa de dicho libro.» No se conserva prácticamente nada de todas estas composiciones, con la excepción de un oficio de difuntos completo, de muz alta talla, que se sabe con seguridad es de Logroño, ya que así está identificado en los catálogos que se han transmitido.